# William Thierry Preyer
Pour les articles homonymes, voir Preyer.
William Thierry Preyer (4 juillet 1841 Rusholme, un quartier de Manchester, Angleterre - 15 juillet 1897, Wiesbaden) est le premier titulaire de la chaire de physiologie de l'université d'Iéna et a profondément marqué l'enseignement de cette discipline dans cette université.

## Biographie
Son nom est associé à l'introduction d'une formation à la méthode expérimentale, de séminaires de physiologie, l'implication systématique des étudiants aux activités de recherche et la lutte constante pour que les locaux de l'Institut de physiologie soient à la hauteur des résultats. Son travail scientifique est fortement influencé par Darwin. Ses deux chefs-d'œuvre Die Seele des Kindes et Specielle Physiologie des Embryo conservent leur importance jusqu'à nos jours. Ces recherches furent des contributions essentielles à l'établissement d'une physiologie et d'une psychologie du développement modernes.
Preyer voulait que la science ne reste pas enfermée dans les universités et s'est engagé pour la vulgarisation scientifique, par exemple en tant que directeur du département microscopie de l'Urania (de) à Berlin.

## Travaux
- De haemoglobino observationes et experimenta. Thèse de l'Université de Bonn 1866
- Die Blutkrystalle. Jena 1871
- Naturwissenschaftliche Thatsachen und Probleme. Paetel, Berlin, 1880
- Die Entdeckung des Hypnotismus. Dargestellt von W. Preyer … Nebst einer ungedruckten Original-Abhandlung von Braid in Deutscher Uebersetzung. Berlin: Paetel, 1881
- Die Seele des Kindes: Beobachtungen über die geistige Entwicklung des Menschen in den ersten Lebensjahren. Grieben, Leipzig, 1882
- Der Hypnotismus. Ausgewählte Schriften von J. Braid. Deutsch herausgegeben von W. Preyer. Berlin: Paetel, 1882.
- Elemente der allgemeinen Physiologie: Kurz und leichtfasslich. Grieben, Leipzig, 1883 (Trad. de Jules Soury sous le titre Éléments de physiologie générale, Paris, Félix Alcan, coll. « Bibliothèque de philosophie contemporaine », 1884.
- L'âme de l'enfant : observations sur le développement psychique des premières années, traduit de l'anglais par Henry de Varigny, Paris, Félix Alcan, coll. « Bibliothèque de philosophie contemporaine », 1887.
- Der Hypnotismus: Vorlesungen gehalten an der K. Friedrich-Wilhelm’s-Universität zu Berlin, von W. Preyer. Nebst Anmerkungen und einer nachgelassenen Abhandlung von Braid aus dem Jahre 1845. Urban & Schwarzenberg, 1890
- Zur Psychologie des Schreibens: Mit besonderer Rücksicht auf individuelle Verschiedenheiten der Handschriften. Hamburg: Voss, 1895